# Винг, Леннарт
Леннарт Винг (швед. Lennart Wing; род. 7 августа 1935, Гётеборг, Швеция) — шведский футболист, полузащитник.

## Клубная карьера
Винг в течение 9 сезонов играл на родине за «Эргрюте». Затем он переехал в Шотландию, где присоединился к клубу «Данди Юнайтед», за который играл да сезона. 
Вернувшись в Швецию, играл два сезона за «Эргрюте», в котором закончил карьеру игрока.

## Карьера в сборной
За сборную Швеции сыграл 36 матчей.